# Oostenrijk op de Olympische Zomerspelen 1900
Oostenrijk nam deel aan de Olympische Zomerspelen 1900 in Parijs, Frankrijk. De resultaten van Oostenrijk en Hongarije worden door het Internationaal Olympisch Comité apart beschouwd hoewel de landen destijds verenigd waren in Oostenrijk-Hongarije.
13 Oostenrijks deelnemers namen deel aan 3 sporten waarbij ze zich 19 keer inschreven op 10 onderdelen.

## Medailleoverzicht
| Sport    | Olympiër         | Discipline                | Medaille |
| -------- | ---------------- | ------------------------- | -------- |
| Zwemmen  | Otto Wahle       | 1000m vrije slag (m)      | Zilver   |
| Zwemmen  | Karl Ruberl      | 200m rugslag (m)          | Zilver   |
| Zwemmen  | Otto Wahle       | 200m hinderniszwemmen (m) | Zilver   |
| Schermen | Siegfried Flesch | sabel (m)                 | Brons    |
| Schermen | Milan Neralić    | sabel prof. (m)           | Brons    |
| Zwemmen  | Karl Ruberl      | 200m vrije slag (m)       | Brons    |

## Deelnemers en resultaten

### Atletiek
Eén Oostenrijks atleet deed mee aan twee onderdelen waarin hij geen medailles won.
| Olympiër                 | Discipline             | Resultaat    | Prestatie             |
| ------------------------ | ---------------------- | ------------ | --------------------- |
| Cornelius von Lubowiecki | 400m (m)               | DNS          | serie 2: niet gestart |
| Cornelius von Lubowiecki | 800m (m)               | DNS          | niet gestart          |
| Hermann Wraschtil        | 1500m (m)              | 6e           |                       |
| Hermann Wraschtil        | 2500m steeplechase (m) | 6e           |                       |
| Cornelius von Lubowiecki | discuswerpen (m)       | kwalificatie |                       |

### Paardensport
Oostenrijk nam voor de tweede keer mee aan het schermen tijdens de Spelen. Op het onderdeel "sabel" werden 2 medailles gewonnen, de eerste ooit in het schermen.
| Olympiër      | Discipline                 | Resultaat | Prestatie |
| ------------- | -------------------------- | --------- | --------- |
| Hermann Mandl | springconcours individueel | onbekend  |           |
| Hermann Mandl | verspringen                | onbekend  |           |
| Hermann Mandl | hoogspringen               | onbekend  |           |

### Schermen
Oostenrijk nam voor de tweede keer mee aan het schermen tijdens de Spelen. Op het onderdeel "sabel" werden 2 medailles gewonnen, de eerste ooit in het schermen.
| Olympiër            | Discipline      | Resultaat | Prestatie |
| ------------------- | --------------- | --------- | --- |
| Rudolf Brosch       | floret (m)      | 8e        | 1ste ronde: W van FRA Boulanger kwartfinale: W van FRA Valarche halve finale: 4de met 3 overwinningen finale: 8ste met 1 overwinning |
| Heinrich Rischtoff  | floret (m)      | 38e       | 1ste ronde: W van FRA Pélabon |
| van der Stoppen     | floret (m)      | 35e       | 1ste ronde: V van FRA Plommet kwartfinale: niet gestart                                                                              |
| Siegfried Flesch    | sabel (m)       | Brons     | halve finale 1: 3de finale: 3de |
| Harstein            | sabel (m)       | 9-16e     | halve finale 1: 5-8ste |
| Camillo Müller      | sabel (m)       | 7e        | halve finale 1: 2de finale: 7de |
| Heinrich von Tenner | sabel (m)       | 8e        | halve finale 2: 2de finale: 8ste |
| Siegfried Flesch    | sabel prof. (m) | Brons     | halve finale 1: 4de met 5 overwinningen finale: 3de met 4 overwinningen                                                              |

### Zwemmen
| Olympiër             | Discipline                | Resultaat | Prestatie                                          |
| -------------------- | ------------------------- | --------- | -------------------------------------------------- |
| Richard von Foregger | 200m vrije slag (m)       | 23e       | serie 4: 4de in 4.32,0                             |
| Karl Ruberl          | 200m vrije slag (m)       | Brons     | serie 5: 1ste in 2.22,6 (OR) finale: 3de in 2.32,0 |
| Otto Wahle           | 200m vrije slag (m)       | 10e       | serie 1: 1ste in 2.35,6 finale: niet gestart       |
| Karl Ruberl          | 1000m vrije slag (m)      | DNS       | serie 2: niet gestart                              |
| Otto Wahle           | 1000m vrije slag (m)      | Zilver    | serie 3: 2de in 15.27,0 finale: 2de in 14.43,6     |
| Alois Anderlé        | 4000m vrije slag (m)      | DNF       | serie 1: 4de in 1:26.25,6 finale: niet gestart     |
| Karl Ruberl          | 200m rugslag (m)          | Zilver    | serie 3: 1ste in 2.56,0 finale: 2de in 2.56,0      |
| Otto Wahle           | 200m rugslag (m)          | DNS       | serie 2: niet gestart                              |
| Karl Ruberl          | 200m hinderniszwemmen (m) | 4e        | serie 1: 2de in 3.06,0 finale: 4de in 2.51,2       |
| Otto Wahle           | 200m hinderniszwemmen (m) | Zilver    | serie 2: 1ste in 2.56,1 finale: 2de in 2.40,0      |
| Alois Anderlé        | onderwaterzwemmen (m)     | 13e       | 69,4                                               |

Argentinië · Australië · België · Bohemen · Brits-Indië · Canada · Cuba · Denemarken · Duitsland · Frankrijk · Griekenland · Groot-Brittannië · Haïti · Hongarije · Iran · Italië · Luxemburg · Mexico · Nederland · Noorwegen · Oostenrijk · Peru · Roemenië · Rusland · Spanje · Verenigde Staten · Zweden · Zwitserland · Gemengde teams